# 4 Heures du Castellet
Les 4 Heures du Castellet est une course automobile d'endurance réservée aux voitures de sport (ou Sport-prototypes) et voitures grand tourisme (GT), qui se tient sur le tracé du Circuit Paul-Ricard au Castellet en France. Depuis 2014, la course a une durée de quatre heures et appartient au championnat European Le Mans Series.

## Histoire
Cette course se déroule traditionnellement au printemps et s'est disputée au sein de diverses compétitions comme le Championnat du monde des voitures de sport, le Championnat BPR, le Championnat FIA des voitures de sport et les Le Mans Series.

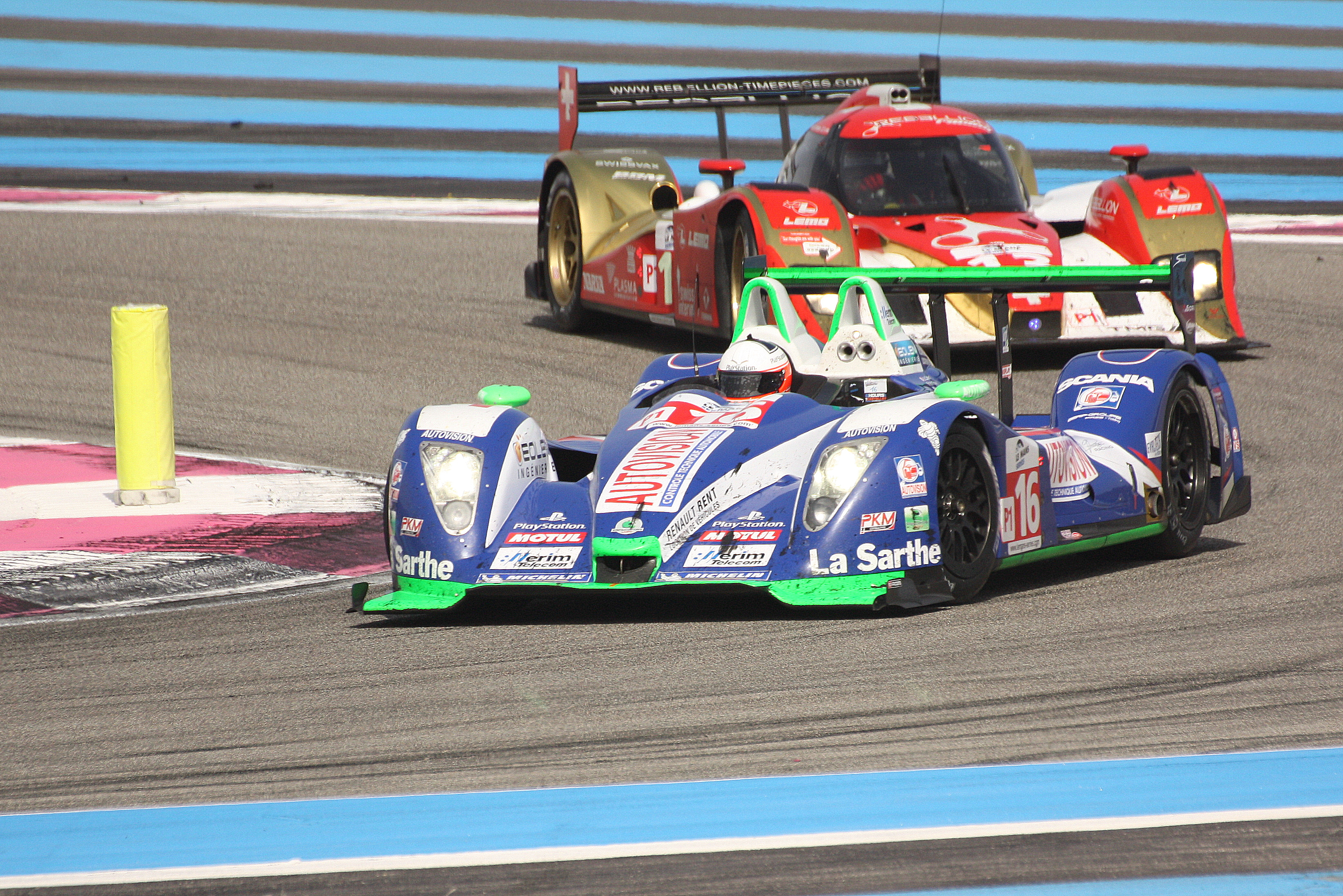
La Pescarolo 01 devant la Rebellion Lola B10/60 en 2011.

## Palmarès
| Année     | Pilotes                                             | Équipe                         | Voiture                | Distance/Durée | Championnat                                 |
| --------- | --------------------------------------------------- | ------------------------------ | ---------------------- | -------------- | ------------------------------------------- |
| 1970      | Brian Redman                                        | Chevron Cars Ltd               | Chevron B16-Ford       | 200 km         | European 2-Litre Championship               |
| 1971      | Helmut Marko Jean-Pierre Jabouille                  | Karl von Wendt Racing          | Lola T212-Ford         | 3 heures       | European 2-Litre Championship               |
| 1972      | Gérard Larrousse                                    | Radio Monte-Carlo              | Lola T210-Ford         | 2 heures       | European 2-Litre Championship               |
| 1973      | John Lepp                                           | Red Rose Racing                | Chevron B23-Ford       | 2 heures       | European 2-Litre Championship               |
| 1974      | Alain Cudini                                        | Equipe Switzerland Archambeaud | Alpine A441-Renault    | 225 km         | European 2-Litre Championship               |
| 1974      | Jean-Pierre Jarier Jean-Pierre Beltoise             | Équipe Matra Gitanes           | Matra Simca MS670C     | 1 000 km       | Championnat du monde des voitures de sport  |
| 1975-1976 | Pas de courses                                      | Pas de courses                 | Pas de courses         | Pas de courses | Pas de courses                              |
| 1977      | Arturo Merzario Jean-Pierre Jarier                  | Autodelta SpA                  | Alfa Romeo T33/SC/12   | 500 km         | Championnat du monde des voitures de sport  |
| 1978-1982 | Pas de courses                                      | Pas de courses                 | Pas de courses         | Pas de courses | Pas de courses                              |
| 1983      | Max Mamers                                          |                                | Grac MT14S Simca       |                | Championnat de France des circuits Groupe 6 |
| 1984      | Dominique Lacaud                                    |                                | Lola T298 BMW          |                | Championnat de France des circuits Groupe 6 |
| 1985      | Bruno Sotty                                         |                                | Osella PA8 BMW         |                | Championnat de France des circuits Groupe 6 |
| 1985      | Bruno Sotty                                         |                                | Osella PA8 BMW         |                | Championnat de France des circuits Groupe 6 |
| 1986-1993 | Pas de courses                                      | Pas de courses                 | Pas de courses         | Pas de courses | Pas de courses                              |
| 1994      | Bob Wollek Jean-Pierre Jarier Jesús Pareja          | Larbre Compétition             | Porsche 911 Turbo S LM | 4 heures       | International GT Endurance Series           |
| 1995      | Ray Bellm Maurizio Sandro Sala                      | GTC Gulf Racing                | McLaren F1 GTR         | 4 heures       | BPR Global GT Endurance Series              |
| 1996      | Ray Bellm James Weaver                              | GTC Gulf Racing                | McLaren F1 GTR         | 4 heures       | BPR Global GT Endurance Series              |
| 1997      | Pas de course                                       | Pas de course                  | Pas de course          | Pas de course  | Pas de course                               |
| 1998      | Didier Theys Fredy Lienhard                         | Horag-Lista Racing             | Ferrari 333 SP         | 2 heures 30    | International Sports Racing Series          |
| 1998      | Geoff Lister Maxwell Beaverbrook Barrie Williams    | BVB Motorsport                 | Porsche 911 GT2 Evo    | 4 heures       | GTR Euroseries                              |
| 1999-2009 | Pas de courses                                      | Pas de courses                 | Pas de courses         | Pas de courses | Pas de courses                              |
| 2010      | Allan McNish Rinaldo Capello                        | Audi Sport Team Joest          | Audi R15+ TDI          | 8 heures       | Le Mans Series                              |
| 2011      | Emmanuel Collard Christophe Tinseau Julien Jousse   | Pescarolo Team                 | Pescarolo 01           | 6 heures       | Le Mans Series                              |
| 2012      | Mathias Beche Pierre Thiriet                        | Thiriet par TDS Racing         | Oreca 03-Nissan        | 6 heures       | Le Mans Series                              |
| 2013      | Brendon Hartley Jonathan Hirschi                    | Murphy Prototypes              | Oreca 03-Nissan        | 3 heures       | European Le Mans Series                     |
| 2014      | Christian Klien Gary Hirsch Pierre Ragues           | Newblood by Morand Racing      | Morgan LMP2-Judd       | 4 heures       | European Le Mans Series                     |
| 2015      | Gary Hirsch Jon Lancaster Björn Wirdheim            | Greaves Motorsport             | Gibson 015S-Nissan     | 4 heures       | European Le Mans Series                     |
| 2016      | Mathias Beche Mike Conway Pierre Thiriet            | Thiriet par TDS Racing         | Oreca 05-Nissan        | 4 heures       | European Le Mans Series                     |
| 2017      | Matevos Isaakyan Egor Orudzhev                      | SMP Racing                     | Dallara P217-Gisbon    | 4 heures       | European Le Mans Series                     |
| 2018      | Norman Nato Olivier Pla Paul Petit                  | Racing Engineering             | Oreca 07-Gisbon        | 4 heures       | European Le Mans Series                     |
| 2019      | Henrik Hedman Ben Hanley James Allen                | DragonSpeed                    | Oreca 07-Gisbon        | 4 heures       | European Le Mans Series                     |
| 2020      | Will Owen Alex Brundle Job van Uitert               | United Autosports              | Oreca 07-Gisbon        | 4 heures       | European Le Mans Series                     |
| 2020      | Phil Hanson Filipe Albuquerque                      | United Autosports              | Oreca 07-Gisbon        | 4 heures       | European Le Mans Series                     |
| 2021      | Franco Colapinto Roman Rusinov Nyck de Vries        | G-Drive Racing                 | Aurus 01-Gisbon        | 4 heures       | European Le Mans Series                     |
| 2022      | Lorenzo Colombo Louis Delétraz Ferdinand Habsburg   | Prema Racing                   | Oreca 07-Gisbon        | 4 heures       | European Le Mans Series                     |
| 2023      | James Allen Alex Lynn Kyffin Simpson                | Algarve Pro Racing             | Oreca 07-Gisbon        | 4 heures       | European Le Mans Series                     |
| 2024      | Sebastián Álvarez (en) Vladislav Lomko Tom Dillmann | Inter Europol Competition      | Oreca 07-Gisbon        | 4 heures       | European Le Mans Series                     |